# Podilsk
Podilsk (ukrainisch Подільськ; russisch Подольск Podolsk, rumänisch Bârzula) ist eine Stadt in der südlichen Ukraine mit etwa 40.000 Einwohnern.

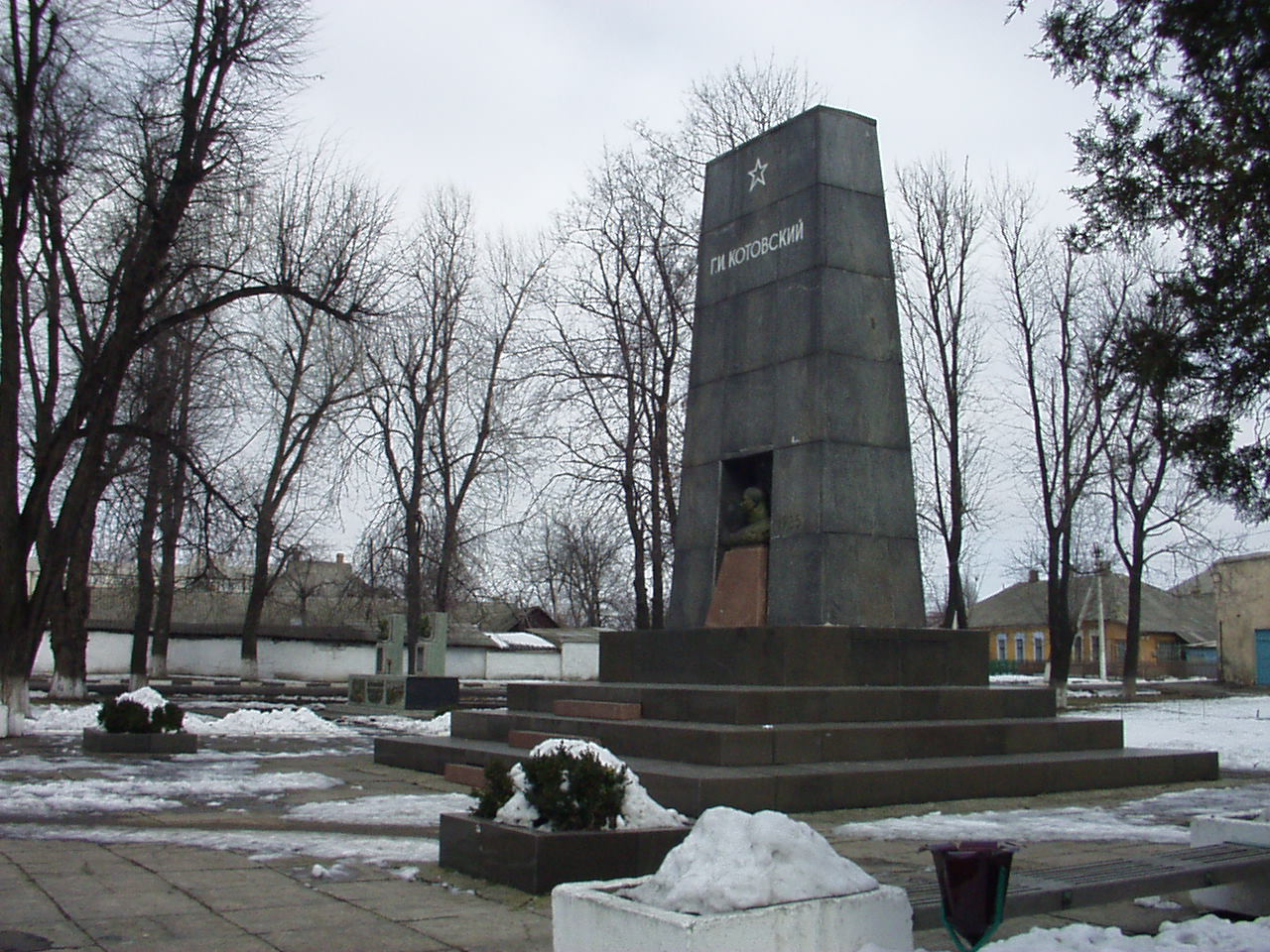
Denkmal für Grigori Kotowski im Ort

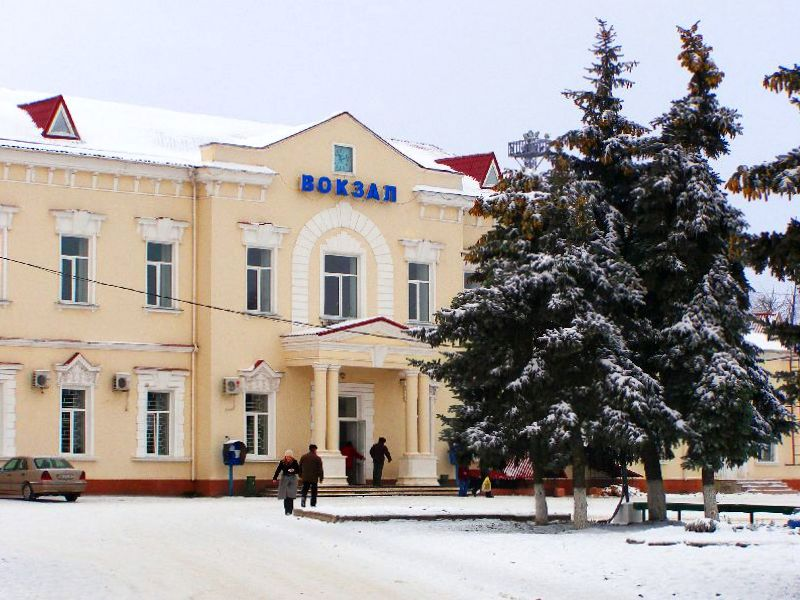
Bahnhofsgebäude in Podilsk

Podilsk liegt etwa 168 km nordwestlich von Odessa und bildete bis Juli 2020 innerhalb der Oblast Odessa eine eigenständige Einheit (kreisfreie Stadt – Stadt unter Oblastverwaltung), das Stadtgebiet wurde dabei vollständig vom Rajon Podilsk umschlossen.

## Geschichte
Die Stadt wurde 1865 zum ersten Mal schriftlich erwähnt, damals gab es an Stelle der Stadt ein Dorf, welches bis 1935 Birsula (Бірзула) hieß. Durch den Bau einer Eisenbahnlinie, die beim Ort einen Bahnhof hatte, entwickelte sich das Dorf schnell; 1938 erhielt es den Status einer Stadt, zwischen 1924 und 1940 war der Ort Teil der Moldauischen Autonomen Sozialistischen Sowjetrepublik.
1935 wurde die Ortschaft in Kotowsk (ukrainisch Котовськ; russisch Котовск) umbenannt. Der Name leitet sich vom sowjetischen Befehlshaber Grigori Kotowski ab, der 1925 im Ort starb und dem hier ein bis heute erhaltenes Mausoleum errichtet wurde. Diesen Namen trug die Stadt bis zum 12. Mai 2016 und wurde dann im Zuge der ukrainischen Dekommunisierung in Podilsk umbenannt.
Während des Russischen Überfalls auf die Ukraine wurden am 24. Februar 2022 bei einem russischen Luftschlag auf einen Militärstützpunkt sechs ukrainische Soldaten getötet.

## Verwaltungsgliederung
Am 12. Juni 2020 wurde die Stadt zum Zentrum der neugegründeten Stadtgemeinde Podilsk (Подільська міська громада/Podilska miska hromada), zu dieser zählen auch noch die 20 in der untenstehenden Tabelle angeführten Dörfer, bis dahin bildete sie die gleichnamige Stadtratsgemeinde Podilsk (Подільська міська рада/Podilska miska rada) im Zentrum des Rajons Podilsk.
Folgende Orte sind neben dem Hauptort Podilsk Teil der Gemeinde:
| Name                     | Name          | Name                         |
| ukrainisch transkribiert | ukrainisch    | russisch                     |
| ------------------------ | ------------- | ---------------------------- |
| Kasbeky                  | Казбеки       | Казбеки (Kasbeki)            |
| Lypezke                  | Липецьке      | Липецкое (Lipezkoje)         |
| Oleksandriwka            | Олександрівка | Александровка (Alexandrowka) |

## Persönlichkeiten
- Gleb Wataghin (1899–1986), ukrainisch-italienischer experimenteller Teilchenphysiker
- Walentyn Shurskyj (1927–2014), ukrainisch-sowjetischer Wissenschaftler und Politiker
- Wolodymyr Muntjan (* 1946), Fußballspieler und -trainer